# مو كآب (تشيشير)
مو كآب (بالإنجليزية: Mow Cop)‏ هي قرية تقع في المملكة المتحدة في شمال غرب إنجلترا.